# Tarancă
Taranca (Rutilus heckelii) este un pește bentopelagic semimigrator de cârd, salmastricol și dulcicol din familia ciprinidelor. Trăiește în porțiunile cu apă îndulcită (salmastre) de lângă țărm din nord-vestul Mării Negre, în Marea de Azov, de unde intră, primăvara timpuriu, în apele dulci din cursurile inferioare ale râurilor tributare acestor mări, pentru reproducere: în Nistru, până la Mohilău, în Nipru până la praguri, în Don până la Manâci, în Cuban până în cursul mijlociu și rar în gurile Dunării. După terminarea reproducerii, se întoarce în mare. În România a fost semnalat rar în Razelm și pe canalul Sulina.
Lungimea obișnuită este de 20–30 cm, maximală de 51 cm. Ajunge la o greutate până la 2 kg. Poate trăi 10 ani. Are corpul ovalar și înalt, ușor comprimat lateral și acoperit cu solzi relativ mari persistenți. Spatele este convex. Abdomenul între înotătoarele ventrale și anus este rotunjit. Capul scurt, cu gură mică, subterminală, aproape inferioară, cu deschiderea îngustă și semilunară. Botul este ascuțit. Ochii sunt mici. Înotătoarea dorsală este înaltă și începe din dreptul marginii posterioare a înotătoarelor ventrale. Linia laterală ușor curbată, cu 41-45 solzi. Colorația este cenușiu-albăstruie sau cenușiu-verzuie pe spate, iar pe flancuri și abdomen albă-argintie. Înotătoarele dorsală și pectorale sunt gălbui-verzui-măslinii, iar înotătoarele anală și ventrale de un roșcat-murdar. Înotătoarele pectorale, ventrale și anală au marginile întunecate.
Este o specie omnivoră. Adulții se hrănesc cu organisme bentonice, precum larve de insecte, crustacee, viermi și moluște, substanțe vegetale și detritus organic. O componentă importantă a hranei sunt diferite specii de moluște bivalve (Mytilaster, Abra, Hydrobia), pe care peștele le triturează cu ajutorul dinților faringieni.
Se reproduce în fluvii, în martie-mai și apoi reintră în mare. Zonele de depunere a icrelor sunt situate în apele de mică adâncime și cu vegetație bogată, de obicei, de-a lungul malurilor râurilor și lacurilor sau în zonele de inundații. Depunerea are loc de mai multe ori, la un interval de câteva zile. Specia este foarte prolifică, fiecare femelă poate depune 22 000- 202 000 de icre, cu un diametru de aproximativ 1,5 mm. Maturitatea sexuală e atinsă în anul al 4-lea.
Importanța economică este mare pentru regiune din jurul Mării de Azov și a Mării Negre unde se pescuiește în cantități mari. Taranca fiind rară în apele României nu prezintă importanță economică.